# La Paz Robles
La Paz Robles est une municipalité située dans le département de Cesar, en Colombie. Elle fait partie de l'aire métropolitaine de Valledupar créée en 2005.